# ECMO
Oxigenarea cu membrană extracorporală (ECMO), cunoscută și sub denumirea de suport vital extracorporal (ECLS), este o tehnică extracorporală de acordare a unui suport cardiac și respirator prelungit persoanelor a căror inimă și plămâni nu sunt în măsură să asigure o cantitate adecvată de schimb de gaze sau de perfuzie pentru a menține viața. Tehnologia pentru ECMO derivă în mare parte din bypassul cardiopulmonar, care asigură un suport pe termen mai scurt cu circulație nativă oprită. Dispozitivul utilizat este un oxigenator cu membrană, cunoscut și sub numele de plămân artificial.
ECMO funcționează prin extragerea temporară a sângelui din organism pentru a permite oxigenarea artificială a globulelor roșii și eliminarea dioxidului de carbon. În general, este utilizat fie după bypassul cardio-pulmonar, fie în tratamentul în stadiu tardiv al unei persoane cu insuficiență cardiacă și/sau pulmonară profundă, deși în anumite centre este utilizat acum ca tratament pentru stop cardiac, permițând tratarea cauzei care stă la baza stopului în timp ce circulația și oxigenarea sunt susținute. ECMO este, de asemenea, utilizată pentru a sprijini pacienții cu pneumonie virală acută asociată cu COVID-19 în cazurile în care ventilația artificială nu este suficientă pentru a susține nivelurile de oxigenare a sângelui.

## Utilizări medicale
Ghidurile care descriu indicațiile și practica ECMO sunt publicate de Organizația pentru suport vital extracorporal (Extracorporeal Life Support Organization - ELSO). Criteriile pentru inițierea ECMO variază în funcție de instituție, dar, în general, includ insuficiența cardiacă sau pulmonară acută severă, potențial reversibilă și care nu răspunde la tratamentul convențional. Exemple de situații clinice care pot determina inițierea ECMO includ următoarele:
- Insuficiență respiratorie hipoxemică cu un raport dintre tensiunea arterială a oxigenului și fracția de oxigen inspirat (PaO2/FiO2) de <100 mmHg în ciuda optimizării setărilor ventilatorului, inclusiv a fracției de oxigen inspirat (FiO2), a presiunii pozitive de expirație finală (PEEP) și a raportului inspirație/expirație (I:E)
- Insuficiență respiratorie hipercapnică cu un pH arterial <7,20
- Șoc cardiogen refractar
- Stop cardiac
- Eșecul de înțărcare a bypass-ului cardiopulmonar după o intervenție chirurgicală cardiacă
- Ca o punte către transplantul cardiac sau plasarea unui dispozitiv de asistență ventriculară
- Ca o punte către transplantul pulmonar
- Șocul septic este o utilizare mai controversată, dar din ce în ce mai studiată a ECMO.
- Hipotermia, cu o temperatură centrală între 28 și 24 °C și instabilitate cardiacă, sau cu o temperatură centrală sub 24 °C.[1]

La cei cu stop cardiac sau șoc cardiogen, pare să îmbunătățească supraviețuirea și rezultatele bune.

### Utilizarea la pacienții COVID-19
Începând de la începutul lunii februarie 2020, medicii din China folosesc din ce în ce mai mult ECMO ca suport adjuvant pentru pacienții care prezintă pneumonie virală acută asociată infecției cu SARS-CoV-2 (COVID-19) atunci când, chiar și după ventilație, nivelurile de oxigenare a sângelui rămân prea scăzute pentru a susține pacientul. Rapoartele inițiale indică faptul că acest sistem ajută la restabilirea saturației oxigenului din sângele pacienților și la reducerea numărului de decese în cele aproximativ 3% din cazurile grave în care a fost utilizat. În cazul pacienților grav bolnavi, rata mortalității se reduce de la aproximativ 59-71% cu terapia convențională la aproximativ 46% cu oxigenarea cu membrană extracorporală. Un articol de pe coperta Los Angeles Times din martie 2021 a ilustrat eficacitatea ECMO la un pacient COVID extrem de dificil.

### Rezultatele
Studiile timpurii au arătat un beneficiu în ceea ce privește supraviețuirea prin utilizarea ECMO pentru persoanele aflate în insuficiență respiratorie acută, în special în contextul sindromului de detresă respiratorie acută. Un registru menținut de ELSO, care cuprinde aproape 51.000 de persoane care au primit ECMO, a raportat rezultate cu o supraviețuire de 75% în cazul insuficienței respiratorii neonatale, 56% în cazul insuficienței respiratorii pediatrice și 55% în cazul insuficienței respiratorii la adulți. Alte studii clinice observaționale și necontrolate au raportat rate de supraviețuire între 50 și 70%. Aceste rate de supraviețuire raportate sunt mai bune decât ratele de supraviețuire istorice. Chiar dacă ECMO este utilizată pentru o serie de afecțiuni cu rate de mortalitate diferite, detectarea precoce este esențială pentru a preveni progresia deteriorării și pentru a crește rezultatele de supraviețuire.
În Regatul Unit, desfășurarea ECMO veno-venoasă este concentrată în centre ECMO desemnate pentru a îmbunătăți potențial îngrijirea și a promova rezultate mai bune.

## Contraindicații
Cele mai multe contraindicații sunt relative, punând în balanță riscurile procedurii față de beneficiile potențiale. Contraindicațiile relative sunt:
1. Afecțiuni incompatibile cu o viață normală dacă persoana se recuperează
2. Afecțiuni preexistente care afectează calitatea vieții (starea SNC, tumori maligne în stadiu terminal, risc de sângerare sistemică cu anticoagulare)
3. vârsta și mărimea
4. Futilitatea: cei care sunt prea bolnavi, au urmat un tratament convențional prea lung sau au un diagnostic fatal.

## Neurologice
O consecință frecventă la adulții tratați cu ECMO este leziunea neurologică, care poate include hemoragie intracerebrală, hemoragie subarahnoidă, infarcturi ischemice în zonele sensibile ale creierului, encefalopatie hipoxic-ischemică, comă inexplicabilă și moarte cerebrală. Sângerările apar la 30 până la 40% dintre cei care primesc ECMO și pot pune în pericol viața. Se datorează atât perfuziei continue de heparină necesară, cât și disfuncției plachetare. Tehnica chirurgicală meticuloasă, menținerea unui număr de trombocite mai mare de 100.000/mm3 și menținerea timpului țintă de coagulare activat reduc probabilitatea de sângerare.

### Sânge
Trombocitopenia indusă de heparină (HIT) este din ce în ce mai frecventă în rândul persoanelor care primesc ECMO. Atunci când se suspectează HIT, perfuzia de heparină este de obicei înlocuită cu un anticoagulant fără heparină.
Există un flux sanguin retrograd în aorta descendentă ori de câte ori se utilizează artera și vena femurală pentru ECMO VA (Veno-Arterial). Poate apărea stază de sânge dacă nu se menține debitul ventricular stâng, ceea ce poate duce la tromboză.

### Podul către dispozitivul de asistență
În cazul ECMO VA, cei a căror funcție cardiacă nu se recuperează suficient pentru a fi deconectați de la ECMO pot fi conectați la un dispozitiv de asistență ventriculară (VAD) sau la un transplant. O varietate de complicații pot apărea în timpul canulării, inclusiv perforarea vaselor cu sângerare, disecția arterială, ischemia distală și localizarea incorectă (de exemplu, canula venoasă plasată în interiorul arterei), dar aceste evenimente apar foarte rar.

### Copiii
Copiii prematuri prezintă un risc inacceptabil de ridicat de hemoragie intraventriculară (HIV) dacă li se administrează ECMO la o vârstă gestațională mai mică de 32 de săptămâni.

### Infecții
Prevalența infecțiilor nosocomiale în timpul ECMO este de 10-12% (mai mare în comparație cu alți pacienți în stare critică). Stafilococii coagulazo-negativi, Candida spp., Enterobacteriaceae și Pseudomonas aeruginosa sunt agenții patogeni cel mai frecvent implicați. Pacienții ECMO prezintă o incidență ridicată a pneumoniei asociate ventilației (24,4 cazuri/1000 zile ECMO), cu un rol major jucat de Enterobacteriaceae. S-a demonstrat că riscul infecțios crește de-a lungul duratei de funcționare a ECMO, acesta fiind cel mai important factor de risc pentru apariția infecțiilor. Alți factori specifici ECMO care predispun la infecții includ gravitatea bolii la pacienții ECMO, riscul ridicat de translocație bacteriană din intestin și afectarea sistemului imunitar legată de ECMO. O altă problemă importantă este colonizarea microbiană a cateterelor, a canulelor ECMO și a oxigenatorului.

## Tipuri
Există mai multe forme de ECMO; cele două cele mai comune sunt ECMO veno-arterial (VA) și ECMO veno-venos (VV). În ambele modalități, sângele drenat din sistemul venos este oxigenat în afara corpului. În cazul ECMO VA, acest sânge este returnat în sistemul arterial, iar în cazul ECMO VV, sângele este returnat în sistemul venos. În cazul ECMO VV, nu se asigură suport cardiac.

### Veno-arterială
În ECMO veno-arterial (VA), o canulă venoasă este de obicei plasată în vena femurală comună dreaptă sau stângă pentru extracție, iar o canulă arterială este de obicei plasată în artera femurală dreaptă sau stângă pentru perfuzie. Vârful canulei venoase femurale trebuie menținut în apropierea joncțiunii dintre vena cavă inferioară și atriul drept, în timp ce vârful canulei arteriale femurale este menținut în artera iliacă. La adulți, se preferă accesarea arterei femurale, deoarece inserția este mai simplă. ECMO VA centrală poate fi utilizată dacă a fost deja stabilit bypass-ul cardiopulmonar sau dacă s-a efectuat o re-sternotomie de urgență (cu canule în atriul drept (sau în SVC/IVC pentru repararea tricuspidei) și în aorta ascendentă).
ECMO VA este de obicei rezervată atunci când funcția cardiacă nativă este minimă pentru a atenua munca cardiacă crescută asociată cu pomparea împotriva fluxului retrograd furnizat de canula aortică.

### Veno-venos
În ECMO veno-venoasă (VV), canulele sunt plasate de obicei în vena femurală comună dreaptă pentru drenaj și în vena jugulară internă dreaptă pentru perfuzie. Alternativ, un cateter cu două lumini este introdus în vena jugulară internă dreaptă, drenând sângele din venele cave superioare și inferioare și returnându-l în atriul drept.

## Inițiere
ECMO ar trebui să fie efectuată numai de către clinicieni cu pregătire și experiență în inițierea, menținerea și întreruperea acesteia. Inserția ECMO se realizează de obicei în sala de operație de către un chirurg cardiotoracic. Managementul ECMO este de obicei efectuat de o asistentă medicală, un terapeut respirator sau un perfuzionist. Odată ce s-a decis inițierea ECMO, pacientul este anticoagulat cu heparină intravenoasă pentru a preveni formarea trombilor din cauza coagulării de pe oxigenator. Înainte de inițiere, se administrează un bolus intravenos de heparină și se măsoară pentru a se asigura că timpul de coagulare activat (ACT) este cuprins între 300 și 350 de secunde. Odată ce ACT se situează între acest interval, ECMO poate fi inițiat și o perfuzie de heparină va fi începută după aceea ca doză de întreținere.

### Canularea
Canulele pot fi plasate percutanat prin tehnica Seldinger, o metodă relativ simplă și obișnuită de obținere a accesului la vasele de sânge, sau prin tăiere chirurgicală. Se utilizează cele mai mari canule care pot fi plasate în vase pentru a maximiza fluxul și a minimiza stresul de forfecare.
ECMO necesară pentru complicații post-chirurgie cardiacă poate fi plasată direct în camerele corespunzătoare ale inimii sau în marile vase. Canularea centrală prin toracotomie laterală permite pacienților care așteaptă un transplant de plămâni să rămână nesedați și ambulatori.

### Titrare
În urma canulării și a conectării la circuitul ECMO, cantitatea adecvată de flux sanguin prin circuitul ECMO este determinată cu ajutorul parametrilor hemodinamici și al examenului fizic. Obiectivele de menținere a perfuziei organelor terminale prin circuitul ECMO sunt echilibrate cu un flux sanguin fiziologic suficient prin inimă pentru a preveni staza și formarea ulterioară de cheaguri de sânge.

## Întreținere
Odată ce obiectivele respiratorii și hemodinamice inițiale au fost atinse, fluxul sanguin este menținut la acest debit. Evaluarea și ajustările frecvente sunt facilitate de oximetria venoasă continuă, care măsoară direct saturația de oxihemoglobină a sângelui în membrul venos al circuitului ECMO.

### Considerații speciale
ECMO VV este utilizat de obicei pentru insuficiența respiratorie, în timp ce ECMO VA este utilizat pentru insuficiența cardiacă. Există considerații unice pentru fiecare tip de ECMO, care influențează managementul.

#### Fluxul sanguin
De obicei, în timpul ECMO VV se dorește un debit aproape de maxim pentru a optimiza livrarea de oxigen. În schimb, debitul utilizat în timpul ECMO VA trebuie să fie suficient de mare pentru a asigura o presiune de perfuzie adecvată și o saturație venoasă a oxihemoglobinei (măsurată pe sângele de drenaj), dar suficient de scăzută pentru a asigura o preîncărcare suficientă pentru a menține debitul ventricular stâng.

#### Diureză
Deoarece majoritatea persoanelor sunt supraîncărcate cu lichide atunci când ECMO este inițiată, se justifică o diureză agresivă odată ce pacientul este stabilizat pe ECMO. Ultrafiltrarea poate fi adăugată cu ușurință la circuitul ECMO dacă pacientul are un debit urinar inadecvat. ECMO "chatter", sau instabilitatea formelor de undă ECMO, reprezintă o resuscitare insuficientă și ar susține încetarea diurezei agresive sau a ultrafiltrării.

#### Monitorizarea ventriculului stâng
Debitul ventricular stâng este monitorizat cu rigurozitate în timpul ECMO VA, deoarece funcția ventriculară stângă poate fi afectată de creșterea postîncărcării, care poate duce la rândul său la formarea de trombi în interiorul inimii.

## Înțărcarea și întreruperea
Pentru cei cu insuficiență respiratorie, îmbunătățirile aspectului radiografic, ale complianței pulmonare și ale saturației arteriale a oxihemoglobinei indică faptul că persoana poate fi pregătită să fie deconectată de la suportul ECMO. Pentru cei cu insuficiență cardiacă, pulsatilitatea aortică îmbunătățită se corelează cu un debit ventricular stâng îmbunătățit și indică faptul că aceștia ar putea fi gata să fie deconectați de la suportul ECMO. În cazul în care toți markerii sunt în stare bună, debitele de sânge de pe ECMO vor fi reduse lent, iar parametrii pacienților vor fi observați în acest timp pentru a se asigura că aceștia pot tolera schimbările. Atunci când debitele sunt sub 2 litri pe minut, se încearcă îndepărtarea permanentă, iar pacientul continuă să fie monitorizat în acest timp până când canulele pot fi îndepărtate.

### Încercare de eliberare a ECMO pe cale veno-venoasă
Încercările de ECMO VV se realizează prin eliminarea tuturor gazelor de baleiaj în contracurent prin oxigenator. Fluxul sanguin extracorporeal rămâne constant, dar nu are loc transferul de gaz. Acestea sunt apoi observate timp de mai multe ore, timp în care se determină setările ventilatorului care sunt necesare pentru a menține o oxigenare și o ventilație adecvate în afara ECMO, așa cum indică rezultatele gazelor din sângele arterial și venos.

### Studiu de eliberare ECMO veno-arterial
Încercările de ECMO VA necesită blocarea temporară atât a liniei de drenaj, cât și a celei de perfuzie, permițând în același timp circuitului ECMO să circule printr-o punte între membrele arteriale și venoase. Acest lucru previne tromboza sângelui stagnant în circuitul ECMO. În plus, liniile arteriale și venoase trebuie spălate continuu cu soluție salină heparinizată sau intermitent cu sânge heparinizat din circuit. În general, studiile ECMO VA au o durată mai scurtă decât studiile ECMO VV din cauza riscului mai mare de formare a trombilor.

## Istoric
ECMO a fost dezvoltată în anii 1950 de către John Gibbon, iar apoi de către C. Walton Lillehei. Prima utilizare pentru nou-născuți a avut loc în 1965.
Banning Gray Lary a demonstrat pentru prima dată că oxigenul intravenos poate menține viața. Rezultatele sale au fost publicate în Surgical Forum în noiembrie 1951. Lary a comentat munca sa inițială într-o prezentare din 2007, în care scrie: "Cercetările noastre au început prin asamblarea unui aparat care, pentru prima dată, a menținut animalele în viață în timp ce respirau azot pur. Acest lucru a fost realizat cu ajutorul unor bule foarte mici de oxigen injectate în fluxul sanguin. Aceste bule au fost realizate prin adăugarea unui "agent de umezire" la oxigenul care era forțat printr-un filtru de porțelan în fluxul sanguin venos. La scurt timp după prezentarea sa inițială la Colegiul American al Chirurgilor, acest aparat a fost revizuit de Walton Lillehei, care, împreună cu DeWall, a realizat primul aparat practic pentru inimă și plămâni care folosea un oxigenator cu bule. Cu variații, astfel de aparate au fost folosite în următorii douăzeci de ani."

## Research
Un studiu din 2014 a arătat că un anticorp inhibitor al factorului XIIa asigură tromboprotecție în circulația extracorporală fără a crește riscul de sângerare. Experimentele pe animale neonatale au arătat că tratamentul ECMO poate duce la apoptoza enterocitelor, la deteriorarea barierei mucoasei intestinale și la translocația bacteriilor. Acest lucru ar putea explica severitatea mai mare a sindromului de răspuns inflamator sistemic la nou-născuți. De asemenea, ECMO a fost utilizată pe cadavre ca fiind capabilă să crească rata de viabilitate a organelor transplantate.